# Zahatka, Radehiv
Zahatka (în ucraineană Загатка) este un sat în comuna Stremilce din raionul Radehiv, regiunea Liov, Ucraina.

## Demografie
Componența lingvistică a localității Zahatka
     Ucraineană (100%)
Conform recensământului din 2001, toată populația localității Zahatka era vorbitoare de ucraineană (100%).